# Бармби, Ник
Ни́колас Джо́натан (Ник) Ба́рмби (англ. Nicholas Jonathan "Nick" Barmby; род. 11 февраля 1974, Кингстон-апон-Халл) — английский футболист, полузащитник, известный по выступлениям за «Тоттенхэм», «Эвертон» и «Ливерпуль».

## Клубная карьера
Ник Бармби родился на западной окраине Халла и начал играть в футбол за местные детские команды «Спрингфилд» и «Нэйшнл Тайгерс», где рано проявился его футбольный талант. Он окончил школу «Келвин Холл» и продолжил обучение в Школе Мастерства (англ. School of Excellence) под эгидой Футбольной Ассоциации. Его главным наставником в это время оставался его отец, в прошлом также футболист, Джефф Бармби, который стал агентом Ника. Вскоре талант Бармби-младшего привлёк внимание серьёзных футбольных клубов.
Бармби принял приглашение «Тоттенхэма» и уже в сезоне 1992/1993 закрепился в основном составе этого клуба. Он провёл 100 матчей и забил за «шпоры» 27 голов во всех соревнованиях, в их составе он дважды играл в полуфиналах Кубка Англии (оба раза лондонцы уступали). В июне 1995 года Ник стал самым дорогим приобретением в истории «Мидлсбро», которые подписали его за 5,25 миллионов фунтов, однако всего 17 месяцев спустя «Эвертон» поставил собственный трансферный рекорд, выкупив контракт Бармби у «Боро» за 5,75 миллионов. В составе этой команды Ник провёл четыре сезона и стал любимцев болельщиков, однако в 2000 году он совершил один из самых необычных переходов, сменив «Эвертон» на принципиальнейшего соперника «ирисок» — «Ливерпуль». «Красные» заплатили по этой сделке 6 миллионов фунтов. Этот трансфер из «Эвертона» в «Ливерпуль» стал первым в истории двух клубов с момента перехода нападающего Дэйва Хиксона в 1959 году.
Бармби помог «Ливерпулю» сделать «требл» в сезоне 2000/2001 годов — команда выиграла Кубок Англии, Кубок УЕФА и Кубок Лиги. За «Ливерпуль» Ник забил десять голов во всех турнирах (в том числе один в ворота «Эвертона» в мерсисайдском дерби), однако его два сезона в клубе были омрачены постоянными травмами и недостаточной готовностью к матчам. В конце концов он был продан в «Лидс Юнайтед», где он воссоединился с главным тренером своего первого клуба — Терри Венейблсом. В сезоне 2003/2004 он побывал в аренде в «Ноттингем Форест», а потом вернулся в свой родной город, подписав контракт с «Халл Сити». В первый же сезон он помог клубу выйти из Первой лиги в Чемпионат Футбольной Лиги. В той кампании он забил самый быстрый гол в истории «Халл Сити», 6 ноября 2004 года поразив ворота «Уолсолла» уже на седьмой секунде встречи. Он играл за «Халл» в сезоне 2007/2008 годов, в котором клуб через стыковые матчи вышел в Премьер-лигу (хотя всего за год до этого «Сити» с трудом избежал вылета в Первую лигу).
7 января 2012 года Бармби принял решение завершить игровую карьеру.

## Карьера в сборной
Бармби провёл за первую сборную Англии 23 матча, из которых он тринадцать начинал в стартовом составе и в десяти выходил на замену. На его счету четыре забитых мяча, в том числе первые мячи команды при Гленне Ходдле и Свене-Ёране Эрикссоне. Он принял участие в Чемпионатах Европы 1996 и 2000 годов, а также помог англичанам одержать историческую победу со счётом 5:1 над сборной Германии в Мюнхене 1 сентября 2001 года.

## Достижения

### Командные
«Ливерпуль»
- Обладатель Кубка Англии (2001)
- Обладатель Кубка УЕФА (2001)
- Обладатель Кубка Лиги (2001)
- Обладатель Суперкубка Англии (2001)

«Халл Сити»
- Выход в Чемпионат Футбольной лиги (со второго места в Первой лиге) (2005)
- Выход в Премьер-Лигу (через плей-офф) (2008)